# Saizy
Saizy est une commune française située dans le département de la Nièvre, en région Bourgogne-Franche-Comté.

## Géographie
La commune comprend cinq hameaux dont un vieux proverbe permet de mémoriser le nom de ces écarts : « Néron, Saizy par la Fin, prit un Réconfort de Veau et de Poisson ». La vigne était autrefois présente au couchant du finage et au nord du hameau de Poisson. Aujourd'hui encore, quelques arpents de vigne sont cultivées pour l'usage familial.
- Néron
- Fin
- Réconfort
- Veau
- Poisson

Elle culmine à une altitude moyenne de 310 mètres. Saizy est à 50 km au sud-est d'Auxerre, à 65 km au nord-est de Nevers et à 30 km à l'ouest d'Avallon. Le parc naturel régional du Morvan est à 7 km à l'est.

### Climat
Pour des articles plus généraux, voir Climat de la Bourgogne-Franche-Comté et Climat de la Nièvre.
En 2010, le climat de la commune est de type climat océanique dégradé des plaines du Centre et du Nord, selon une étude du Centre national de la recherche scientifique s'appuyant sur une série de données couvrant la période 1971-2000. En 2020, Météo-France publie une typologie des climats de la France métropolitaine dans laquelle la commune est exposée à un climat océanique altéré et est dans une zone de transition entre les régions climatiques « Lorraine, plateau de Langres, Morvan » et « Centre et contreforts nord du Massif Central ». 
Pour la période 1971-2000, la température annuelle moyenne est de 10,7 °C, avec une amplitude thermique annuelle de 16,4 °C. Le cumul annuel moyen de précipitations est de 1 004 mm, avec 13,1 jours de précipitations en janvier et 8,7 jours en juillet. Pour la période 1991-2020, la température moyenne annuelle observée sur la station météorologique de Météo-France la plus proche, « Lormes_sapc », sur la commune de Lormes à 11 km à vol d'oiseau, est de 11,2 °C et le cumul annuel moyen de précipitations est de 1 071,3 mm. 
La température maximale relevée sur cette station est de 40,7 °C, atteinte le 25 juillet 2019 ; la température minimale est de −18,1 °C, atteinte le 12 janvier 1987,,. 
Les paramètres climatiques de la commune ont été estimés pour le milieu du siècle (2041-2070) selon différents scénarios d'émission de gaz à effet de serre à partir des nouvelles projections climatiques de référence DRIAS-2020. Ils sont consultables sur un site dédié publié par Météo-France en novembre 2022.

## Urbanisme

### Typologie
Au 1er janvier 2024, Saizy est catégorisée commune rurale à habitat très dispersé, selon la nouvelle grille communale de densité à sept niveaux définie par l'Insee en 2022.
Elle est située hors unité urbaine et hors attraction des villes,.

### Occupation des sols
L'occupation des sols de la commune, telle qu'elle ressort de la base de données européenne d’occupation biophysique des sols Corine Land Cover (CLC), est marquée par l'importance des territoires agricoles (96,5 % en 2018), une proportion identique à celle de 1990 (96,5 %). La répartition détaillée en 2018 est la suivante : prairies (59,8 %), terres arables (34,6 %), forêts (3,5 %), zones agricoles hétérogènes (2 %). L'évolution de l’occupation des sols de la commune et de ses infrastructures peut être observée sur les différentes représentations cartographiques du territoire : la carte de Cassini (XVIIIe siècle), la carte d'état-major (1820-1866) et les cartes ou photos aériennes de l'IGN pour la période actuelle (1950 à aujourd'hui).

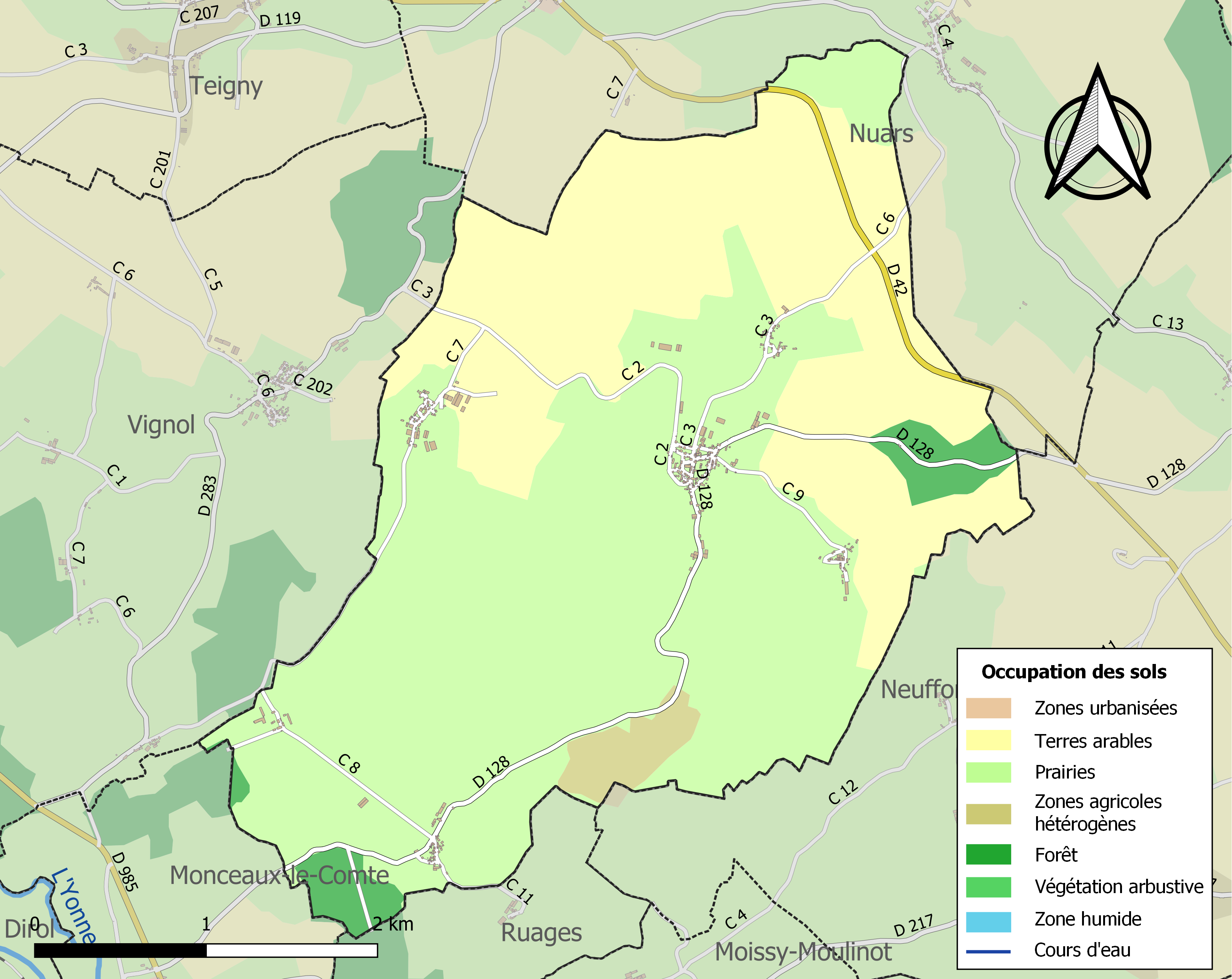
Carte des infrastructures et de l'occupation des sols de la commune en 2018 (CLC).

## Toponymie
Le toponyme de Réconfort, que l'on retrouve dans le nom de l'église paroissiale et dans celui du château de Réconfort, situé à l'écart du village, est une référence à la Vierge Marie, dont le culte insistait sur ses vertus consolatrices. À l'origine, on avait Consolatio b. Mariae.

## Histoire
Elle tire son nom de l'anthroponyme latin Sasius et appartenait à l'abbaye de Vézelay. Vers 1235, la comtesse de Nevers et du Forez, Mathilde de Courtenay, fonde au finage de Saizy, l'abbaye de filles cisterciennes : abbaye Notre-Dame-du-Réconfort de Saizy. Elle y sera inhumée en 1257.
Au XVIIe siècle, la terre de Saizy dépendait des châtellenies de Monceaux-le-Comte et de Neuffontaines. De l'abbaye, il ne reste de l'époque de la fondation que la salle du chapitre et la sacristie. Les bâtiments furent vendus à la Révolution et partiellement démolis. Les nouvelles constructions sont du XIXe siècle et convertis aujourd'hui en maison de convalescence.
Philippe Levaquay qui était aumônier à la Révolution fut condamné à mort pour avoir tenu des propos anti-révolutionnaires. Il fut exécuté sur la place Brutus à Nevers en même temps que l'abbé Hugues Chotier, curé de Teigny.
En 2015, un opuscule intitulé "Saizy, mémoires gourmandes" a été édité à compte d'auteur dans la commune. Au travers d'interviews prenant pour prétexte une recette locale qui y est retracée, on y retrouve des petites et grandes histoires locales. L'ouvrage est largement illustré de photos.

## Politique et administration
Religieuses, ecclésiastiques, curés
(liste non exhaustive)
- 1789 - Aumônier Philippe Levaquay, exécuté à la Révolution

Civile, liste des maires
| Période                                  | Période  | Identité          | Étiquette | Qualité                                                              |
| ---------------------------------------- | -------- | ----------------- | --------- | -------------------------------------------------------------------- |
| ?                                        | ?        | Thérèse Thuillier | PS        | Conseillère générale du canton de Montsauche-les-Settons (1981-1985) |
| avant 1981                               | ?        | Justin Hachin     |           |                                                                      |
| mars 2008                                | mai 2020 | Robert Darenne    |           | Agriculteur retraité                                                 |
| mai 2020                                 | en cours | Philippe Guyard   |           | Agriculteur                                                          |
| Les données manquantes sont à compléter. |          |                   |           |                                                                      |

## Démographie
L'évolution du nombre d'habitants est connue à travers les recensements de la population effectués dans la commune depuis 1793. Pour les communes de moins de 10 000 habitants, une enquête de recensement portant sur toute la population est réalisée tous les cinq ans, les populations de référence des années intermédiaires étant quant à elles estimées par interpolation ou extrapolation. Pour la commune, le premier recensement exhaustif entrant dans le cadre du nouveau dispositif a été réalisé en 2008.

En 2022, la commune comptait 187 habitants, en évolution de −2,6 % par rapport à 2016 (Nièvre : −3,28 %, France hors Mayotte : +2,11 %).
| 1793 | 1800 | 1806 | 1821 | 1831 | 1836 | 1841 | 1846 | 1851 |
| ---- | ---- | ---- | ---- | ---- | ---- | ---- | ---- | ---- |
| 649  | 652  | 744  | 693  | 695  | 752  | 751  | 777  | 715  |

| 1856 | 1861 | 1866 | 1872 | 1876 | 1881 | 1886 | 1891 | 1896 |
| ---- | ---- | ---- | ---- | ---- | ---- | ---- | ---- | ---- |
| 634  | 673  | 619  | 617  | 581  | 558  | 538  | 513  | 460  |

| 1901 | 1906 | 1911 | 1921 | 1926 | 1931 | 1936 | 1946 | 1954 |
| ---- | ---- | ---- | ---- | ---- | ---- | ---- | ---- | ---- |
| 431  | 401  | 367  | 311  | 292  | 267  | 258  | 226  | 200  |

| 1962 | 1968 | 1975 | 1982 | 1990 | 1999 | 2006 | 2008 | 2013 |
| ---- | ---- | ---- | ---- | ---- | ---- | ---- | ---- | ---- |
| 181  | 173  | 137  | 132  | 154  | 133  | 196  | 215  | 198  |

| 2018 | 2022 | - | - | - | - | - | - | - |
| ---- | ---- | - | - | - | - | - | - | - |
| 187  | 187  | - | - | - | - | - | - | - |

## Économie
La commune de Saizy regroupe plusieurs fermes d'élevage de charolais et de polyculture. Elle accueille aussi au Réconfort une maison de convalescence procurant de nombreux emplois. Enfin, l'entreprise de vente et location de remorques "Morvan remorques" s'y est implantée en 2013.

## Culture locale et patrimoine

### Lieux et monuments
Patrimoine religieux
- Abbaye Notre-Dame-du-Réconfort de Saizy, ancienne abbaye cistercienne de moniales, fondée en 1235, par Mathilde de Courtenay, comtesse de Nevers. Aujourd'hui maison de convalescence.
- Église Saint-Denys de Saizy, XIIIe siècle, fin XVe siècle et XIXe siècle,  Inscrit MH (1926) le 10 juin.
- Presbytère sur le CD 128 de Quarré-les-Tombes à Asnan ; construit vers 1718 (date gravée sur le linteau) puis transformé en ferme après sa vente comme bien national. Une peinture monumentale à la chaux, ocre jaune, rouge et brun, représentant un château entouré d'arbres datant du 1er quart du XVIIIe siècle, propriété privée, Inventaire Général du Patrimoine de Bourgogne 1994. auteur inconnu. Propriété privée Inventaire Général du Patrimoine de Bourgogne. 1994.
- Presbytère sur le VC 2 de Vignol à Saizy, du 2e quart du XIXe siècle, construit grâce à une souscription publique vers 1845.
- Croix à Poisson, érigée en 1772, date sur la face antérieure et sur la face droite : PERE REVE 1789, sur le congé postérieur droit : 1776, tête sculptée entourée de feuillages hauteur 410 cm, propriété publique.
- Croix monumentale à Néron, en calcaire et en fer, d'une hauteur de 215 cm, maître-d’œuvre inconnu, datée du XIXe siècle.
- Croix de chemin à Néron, datée de 1881, croix à décor ajouré en fonte avec ornement végétal, hauteur 157 cm.
- Croix à Fin sur le chemin vicinal 3, datée de 1866, hauteur : 250 cm.
- Croix de chemin à Réconfort, sur le chemin rural dit V.C. 8-Cour-Bouilli, datée de 1842, hauteur 390 cm.
- Croix du cimetière, datée du XVIIIe siècle, piédestal cubique, calcaire ; croix à découpes chantournées en balustre et extrémités fleuronnées, hauteur 380 cm.
- Croix à Vaux, sur le CD 128. En fer forgé, scellée sur piédestal restauré avec un cœur, hauteur 370 cm. Quatre bornes chasse-roue.

Patrimoine civil
- Lavoir à Poisson, chemin rural des Grandes Baies, 1re moitié du XIXe siècle, avant 1835, alimenté par une fontaine calcaire, pignon ouvert, lavoir sous appentis, sol pavé.
- Lavoir au chemin rural dit La Rue Creuse, au nord-ouest du village, trois auges abreuvoir, une quatrième adossée à la murette du lavoir, alimentée par le trop plein du bassin. Maître-d'œuvre inconnu.
- Lavoir à Néron, construit après 1835, dont la couverture fut refaite au XXe siècle, lavoir à compluvium en plan U, sol pavé, alimenté par un puits partiellement couvert.
- Ferme à Néron, datée de 1803 avec pressoir en place démantelé. Inventaire Général du Patrimoine de Bourgogne, 1994 (ref : IA 58000459).
- Maison à Néron du XVIIIe siècle - XIXe siècle, avec four à pain, granier carrelé, ensemble très bien conservé.
- Ferme au hameau de Vaux.
- Ferme (1) à Poisson, avant 1835, Inventaire général du patrimoine de Bourgogne (réf : IA58000461).
- Ferme(2) à Poisson, avant 1835, linteau de porte de l'étable en réemploi daté de 1760, inventaire Général du Patrimoine de Bourgogne, référence : (IA58000462).
- Mairie-école : sur le V.C. 2 de Vignol à Saizy : mairie doublée à l'arrière par un bâtiment contigu, parallèle, occupé par l'école seconde moitié du XIXe siècle. En 1848 la commune ne possède ni mairie, ni école, mais six lavoirs[18].
- Puits à Vaux, sur CD 128. construit avant 1835, margelle circulaire monolithe en pierre de taille à rouleau, auge-abreuvoir contre margelle, calcaire hauteur 180 cm.